# Steven Seagal
Steven Frederic Seagal, ameriški filmski igralec, * 10. april 1952, Lansing, Michigan, Združene države Amerike.